# تاتيانا توتميانينا
تاتيانا إيفانوفنا توتميانينا (الروسية: Татьяна Ивановна Тотьмянина ؛ من مواليد 2 نوفمبر 1981) هي لاعبة تزلج زوجي روسية سابقة مع شريكها مكسيم مارينين ، هي بطلة الميدالية الذهبية في دورة الألعاب الأولمبية الشتوية 2006، وبطلة العالم مرتين ، وبطلة أوروبية خمس مرات. بدأ الزوجان في التزلج معًا في عام 1996 وتقاعدا من المنافسة في عام 2006.